# Chiamulera
Chiamulera is een plaats (frazione) in de Italiaanse gemeente Cortina d'Ampezzo.